# Бичув (Піньчовський повіт)
Бичув (пол. Byczów) — село в Польщі, у гміні Пінчів Піньчовського повіту Свентокшиського воєводства.
Населення — 70 осіб (2011).
У 1975-1998 роках село належало до Келецького воєводства.

## Демографія
Демографічна структура на день 31 березня 2011 року:
|          | Загалом | Допрацездатний вік | Працездатний вік | Постпрацездатний вік |
| -------- | ------- | ------------------ | ---------------- | -------------------- |
| Чоловіки | 40      | 2                  | 28               | 10                   |
| Жінки    | 30      | 1                  | 14               | 15                   |
| Разом    | 70      | 3                  | 42               | 25                   |